# Liste US-amerikanischer Mathematiker
Das ist eine Liste US-amerikanischer Mathematiker

## Liste
- James Waddell Alexander II (1888–1971)
- Stephanie B. Alexander
- Linda J. S. Allen
- Ann S. Almgren
- Frederick Almgren
- Beverly Anderson
- Natascha Artin Brunswick
- Tamara Awerbuch-Friedlander
- Wealthy Babcock
- Benjamin Banneker
- Augustin Banyaga
- Ruth Aaronson Bari
- Janet Barnett
- Jon Barwise
- Richard Bellman
- Leonid Berlyand
- Leah Berman
- Manjul Bhargava
- George David Birkhoff
- David Blackwell
- Archie Blake
- Nathaniel Bowditch
- Andrew Browder
- Felix Browder
- William Browder
- Marjorie Lee Browne
- Robert Daniel Carmichael
- Sun-Yung Alice Chang
- Alonzo Church
- William Schieffelin Claytor
- Paul Cohen
- Don Coppersmith
- Elbert Frank Cox
- Laura Demarco
- Joseph J. Dennis
- Joseph L. Doob
- Jesse Douglas
- Samuel Eilenberg
- Noam Elkies
- Jerald Ericksen
- Alex Eskin
- Christina Eubanks-Turner
- Etta Zuber Falconer
- Benson Farb
- Lisa Fauci
- Charles Fefferman
- Henry Burchard Fine
- Erica Flapan
- Alfred Leon Foster
- Ralph Fox
- Michael Freedman
- Edgar Fuller
- Murray Gerstenhaber
- Andrew M. Gleason
- Thomas Godfrey
- Ralph E. Gomory
- Daniel Gorenstein
- Ronald Graham
- Evelyn Boyd Granville
- Phillip Griffiths
- Benedict Gross
- Orit Halpern (geb. 1972)
- Frank Harary
- Joe Harris
- Euphemia Haynes
- Gloria Conyers Hewitt
- George William Hill
- Einar Hille
- Alston Scott Householder
- Nathan Jacobson
- Katherine Johnson
- Theodore Kaczynski
- Howard Jerome Keisler
- Victor Klee
- Holly Krieger
- Harold W. Kuhn
- Kenneth Kunen
- Solomon Lefschetz
- Suzanne Lenhart
- James Lepowsky
- Marie Litzinger
- Jacob Lurie
- Saunders Mac Lane
- W. T. Martin
- William S. Massey
- John N. Mather
- J. Peter May
- Barry Mazur
- Curtis T. McMullen
- Elliott Mendelson
- Winifred Edgerton Merrill
- Kelly Miller (1863–1939)
- Kenneth Millett
- John Milnor
- Susan Montgomery (geb. 1943)
- E. H. Moore (1862–1932)
- Marston Morse
- George Mostow
- Frederick Mosteller
- David Mumford
- John Forbes Nash Jr.
- Edward Nelson
- Walter Noll
- Michael O'Nan
- Richard Palais
- Benjamin Peirce
- Javier Perez-Capdevila
- Vera Pless (1931–2020)
- Jon T. Pitts (1948–2024)
- Daniel Quillen (1940–2011)
- Charles Reason (1818–1893)
- Jeffrey B. Remmel (1948–2017)
- Joseph Ritt (1893–1951)
- Fred S. Roberts (geb. 1943)
- Herbert Robbins (1915–2001)
- Julia Robinson (1919–1985)
- J. Barkley Rosser (1907–1989)
- Gerald Sacks (1933–2019)
- John Sarli, Mathematiker und Akademiker
- Thomas Jerome Schaefer
- Dana Scott (geb. 1932)
- James Serrin (1926–2012)
- Claude Shannon (1916–2001)
- Isadore Singer (1924–2021)
- Charles Coffin Sims (1938–2017)
- George Seligman (1927–2024)
- Stephen Smale (geb. 1930)
- Raymond Smullyan (1919–2017)
- Edwin Spanier (1921–1996)
- Norman Steenrod (1910–1971)
- Elias M. Stein (1931–2018)
- Clarence F. Stephens (1917–2018)
- Lee Stiff (1949–2021)
- Marshall Harvey Stone (1903–1989)
- Gilbert Strang (geb. 1934)
- Theodore Strong (1790–1869)
- Terence Tao (geb. 1975)
- John T. Tate (1925–2019)
- Jean Taylor (geb. 1944)
- John G. Thompson (geb. 1932)
- Sister Mary Domitilla Thuener (1880–1977)
- William Thurston (1936–2012)
- Clifford Truesdell (1919–2000)
- John Tukey (1915–2000)
- John Urschel (geb. 1991)
- Dorothy Vaughan (1910–2008)
- Oswald Veblen (1880–1960)
- Mary Shore Walker (1882–1952)
- William C. Waterhouse (1941–2016)
- Herbert Wilf (1931–2012)
- J. Ernest Wilkins, Jr. (1923–2011)
- Amie Wilkinson (geb. 1968),
- Hassler Whitney (1907–1989)
- Dudley Weldon Woodard (1881–1965)
- Margaret H. Wright (geb. 1944)